# Spiraeanthemum
Spiraeanthemum is een geslacht van bomen en struiken uit de familie Cunoniaceae. Het geslacht telt ongeveer 19 soorten die voorkomen in Australië, Nieuw-Guinea, op de Salomonseilanden, Nieuw-Caledonië, Vanuatu, Fiji en Samoa.

## Soorten
- Spiraeanthemum bougainvillense Hoogland
- Spiraeanthemum brongniartianum Schltr.
- Spiraeanthemum collinum (Hoogland) Pillon
- Spiraeanthemum davidsonii F.Muell.
- Spiraeanthemum densiflorum Brongn. & Gris
- Spiraeanthemum ellipticum Vieill. ex Pamp.
- Spiraeanthemum graeffei Seem.
- Spiraeanthemum integrifolium Pulle
- Spiraeanthemum katakata Seem.
- Spiraeanthemum macgillivrayi Seem.
- Spiraeanthemum meridionale (Hoogland) Pillon
- Spiraeanthemum parvifolium Schltr.
- Spiraeanthemum pedunculatum Schltr.
- Spiraeanthemum pubescens Pamp.
- Spiraeanthemum pulleana Schltr.
- Spiraeanthemum reticulatum Schltr.
- Spiraeanthemum samoense A.Gray
- Spiraeanthemum serratum Gillespie
- Spiraeanthemum vitiense A.Gray